# Густаф (певец)
Стеф Карс (нидерл. Stef Caers, род. 5 июля 1980, Лёвен, Бельгия), более известный как Густаф (англ. Gustaph, стилизовано GVSTΛPH) — бельгийский певец, автор песен, продюсер и тренер по вокалу. Представитель Бельгии на конкурсе песни Евровидение 2023 с песней «Because of You», занял 7 место.

## Биография
Каерс родился 5 июля 1980 года в Лёвене, Фламандский Брабант. Он начал свою музыкальную карьеру во время учёбы в Гентской консерватории, первоначально используя сценический псевдоним Штеффен. В 2000 году он стал хитом со своим дебютным синглом «Gonna Lose You» («Я потеряю тебя»), который достиг 22-й строчки во фламандском чарте синглов. Впоследствии он выпустил второй сингл под названием «Sweetest Thing».
После этих релизов Каерс начал больше сосредотачиваться на написании песен и продюсировании. Он также стал активным бэк-вокалистом, исполняя бэк-вокал, в частности, для Леди Линн и Вилли Соммерса. В начале 2010-х он присоединился к группе Hercules and Love Affair в качестве одного из ведущих вокалистов.

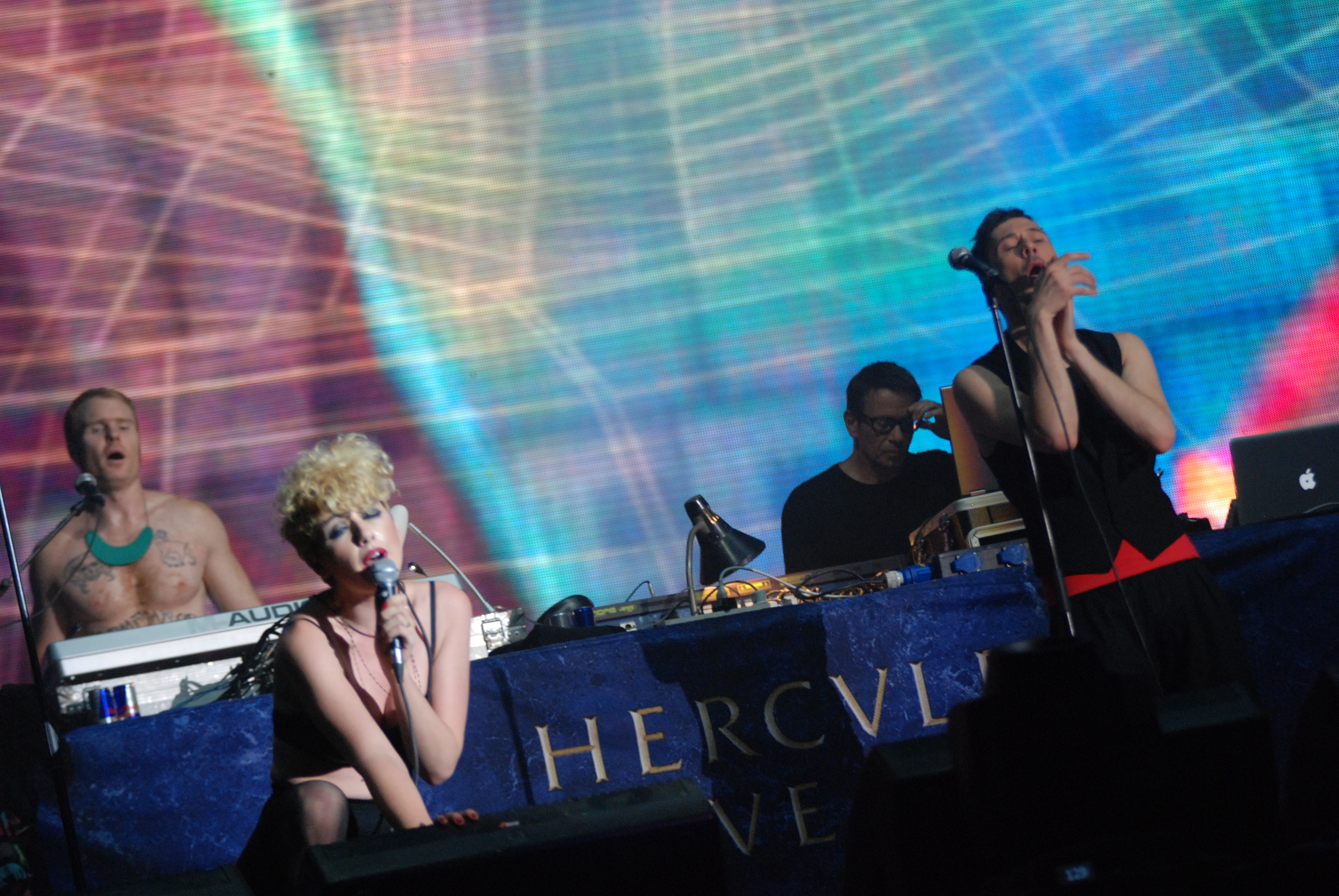
Кэрс (справа) выступает с Hercules и Love Affair, 2012 год

Каерс выступал в качестве бэк-вокалиста для Сеннек на конкурсе песни Евровидение 2018 и для Hooverphonic на конкурсе песни Евровидение 2021. В дополнение к своей карьере певца, он работает тренером по вокалу и преподавателем в Королевской академии изящных искусств (KASK) в Генте.
В ноябре 2022 года Каерс был объявлен одним из семи участников Eurosong 2023, бельгийского национального отбора на конкурс песни Евровидение 2023. Его песня «Because of You» победила в финале 14 января 2023 года и представил Бельгию на конкурсе песни Евровидение 2023 в Ливерпуле, Великобритания.

## Дискография

### Синглы

#### Как ведущий артист
| Название                            | Год  | Высшая позиция | Альбом      |
| Название                            | Год  | BEL (FL)       | Альбом      |
| ----------------------------------- | ---- | -------------- | ----------- |
| «Gonna Lose You»                    | 2000 | 22             | Без альбома |
| «Sweetest Thing»                    | 2000 | —              |             |
| «Same Thing»                        | 2011 | —              |             |
| «Jaded»                             | 2011 | —              |             |
| «Second Coming» (с Адамом Джозефом) | 2020 | —              |             |
| «Call» (with Lady Linn)             | 2022 | —              |             |
| «Because of You»                    | 2023 | 3              |             |
| «The Nail»                          | 2023 | —              |             |

#### Как дополнительный певец
| Название                   | Год  | Высшая позиция | Альбом      |
| Название                   | Год  | BEL (FL)       | Альбом      |
| -------------------------- | ---- | -------------- | ----------- |
| «Running» (Бленд и Густаф) | 2014 | —              | Без альбома |